# BNT (雑誌)
BNT（ビー・エヌ・ティー）は、かつて福岡県に本社を持つ西日本新聞社が発行していたフリーマガジン。西日本新聞の関連会社であるP&Cが制作し、エフエム九州（現・CROSS FM）、チケットぴあ九州が協力していた。

## 概要
2005年10月創刊。毎月1日発行で、天神エリアなど福岡市のタウン情報を中心とした独自記事の他、西日本新聞の若者向けコーナー「バナ天」記事の再録、CROSS FMタイムテーブル、チケットぴあ九州のチケット情報が掲載されており、スタイリッシュなデザインで若者向けのコンテンツを多く含んでいた。
配布地域は九州各県。福岡市中央区天神のカフェや、チケットぴあカウンターに設置されていた。CROSS FMのタイムテーブルを内包している関係で、CDショップにも置かれていた。また、CROSS FMに140円切手を送ることで郵送も出来た。
しかし、CROSS FMの旧法人である株式会社エフエム九州の経営難などもあって、2008年3月号を以って休刊となった。エフエム九州は同年7月1日、債務超過による経営破綻により、新旧分離によって設立された新法人「株式会社CROSS FM」に放送免許など一切の事業を譲渡し、清算することになった。